# John Norum

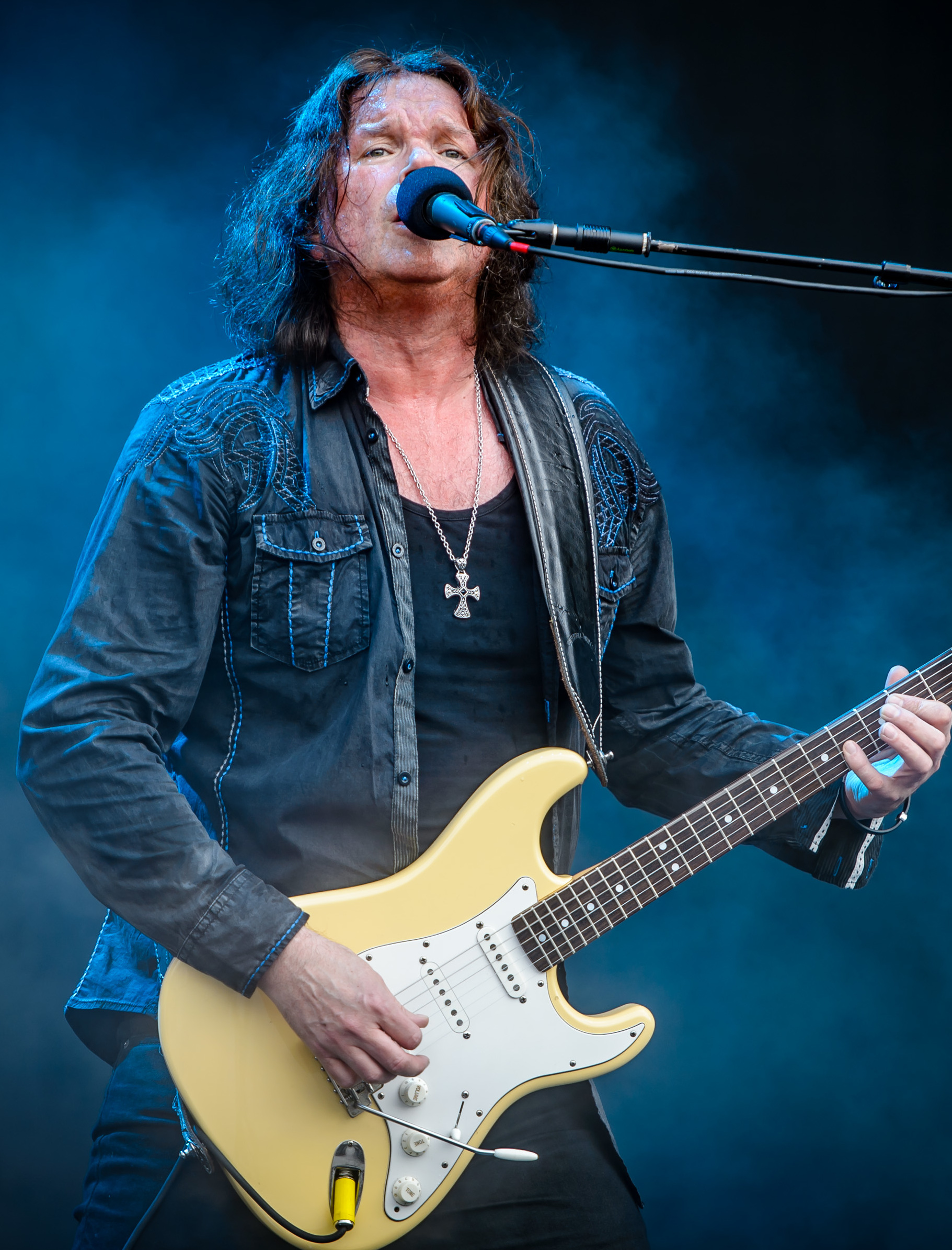
John Norum, 2017

John Terry Norum (* 23. Februar 1964 in Vardø, Norwegen) ist ein schwedischer Gitarrist. Er ist Leadgitarrist der Hard-Rock-Band Europe, die er zusammen mit dem Sänger Joey Tempest 1979 gründete.

## Karriere
Norum und Tempest wuchsen in Upplands Väsby in der Provinz Stockholms län auf. Norum spielte auf den ersten drei Europe-Alben. Im November 1986 verließ er die Band aufgrund künstlerischer Differenzen. Er war unzufrieden mit der keyboardlastigen Produktion des Albums The Final Countdown und mit dem neuen, kommerziellen Hair-Metal-Image der Band.
Sein erstes Solo-Album, Total Control, erschien 1987. Es enthielt u. a. den von Vinnie Vincent geschriebenen Titel Back on the Streets, der 1986 von Vincents Band Vinnie Vincent Invasion auf deren Debütalbum veröffentlicht worden war. Norum veröffentlichte seitdem zahlreiche weitere Studio- und Livealben.

## Dokken
Als sich Dokken 1988 das erste Mal trennten und Don Dokken eine neue Band zusammenstellte, nahm Norum das Angebot an, für ihn zu spielen. Aus juristischen Gründen konnte Don Dokken den alten Bandnamen nicht weiter nutzen und entschied sich, unter seinem eigenen Namen weiterzumachen. Die Don-Dokken-Band bestand neben ihm aus Norum, dem Ex-Watchtower-Gitarristen Billy White, dem ehemaligen Accept-Bassisten Peter Baltes und dem Ex-King-Diamond-Schlagzeuger Mikkey Dee. Das 1990 erschienene Album Up from the Ashes erreichte in den USA den 50. Platz in den Charts und blieb das einzige der Band. Nach einer Tournee durch Japan trennten sich die Musiker wieder.
In den Jahren 2001 und 2002 arbeitete Norum noch einmal für Don Dokken, diesmal allerdings als Mitglied der Band Dokken, wo er Reb Beach ersetzte und mit der Band das Album Long way Home aufnahm. Während der folgenden Tournee verletzte Norum sich am Arm und musste die Konzertreise abbrechen. Er wurde durch Alex DeRosso ersetzt.

## UFO
1995 ersetzte Norum Michael Schenker bei UFO, es kam jedoch zu keiner fruchtbaren Zusammenarbeit, weil Schenker aus vertraglichen Gründen verhinderte, dass die Band ohne ihn den Namen UFO verwenden konnte. Auf dem Michael Schenker-Album-My Years with UFO vom September 2024, fungiert Norum im Lied „Lights Out“ als Gastgitarrist.

## Europe-Reunion

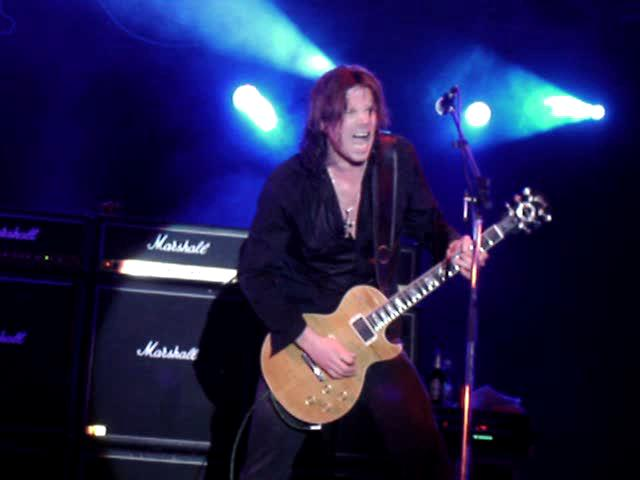
John Norum, 2005

Seit der Reunion von Europe im Jahr 2003 ist Norum wieder Mitglied der Band und nahm mit ihr in den folgenden Jahren die Alben Start From The Dark (2004), Secret Society (2006), Almost Unplugged (2006), Last Look at Eden (2009), Bag of Bones (2012), War of Kings (2015) und Walk the Earth (2017) auf. Er ist aber weiterhin als Solokünstler aktiv und veröffentlichte 2010 das Blues-Album Play Yard Blues.

## Nordic Beast
Ab Januar 2014 ging er mit Mic Michaeli und Mikkey Dee unter dem Namen Nordic Beast auf Tour. Andere Mitglieder waren Hal Patino (King Diamond, Bass) und Åge Sten Nilsen (Wig Wam, Gesang).

## Privates
Norum lebt im Sommer in Schweden und im Winter in Los Angeles/Kalifornien. Er war seit 1995 bis zu ihrem Tod mit der Gitarristin und Sängerin Michelle Meldrum-Norum verheiratet. Sie spielte in der Band Meldrum. Von seiner verstorbenen Ehefrau hat Norum einen Sohn namens Jake Thomas, der im Oktober 2004 geboren wurde. Seine Schwester ist die Popsängerin Tone Norum.

## Solo-Diskografie
- Total Control (1987)
- Face the Truth (1992)
- Another Destination (1995)
- Worlds Away (1996)
- Face It Live (1997)
- Slipped Into Tomorrow (1999)
- Optimus (2005)
- Play Yard Blues (2010)